# Christ Church Cathedral (Christchurch)

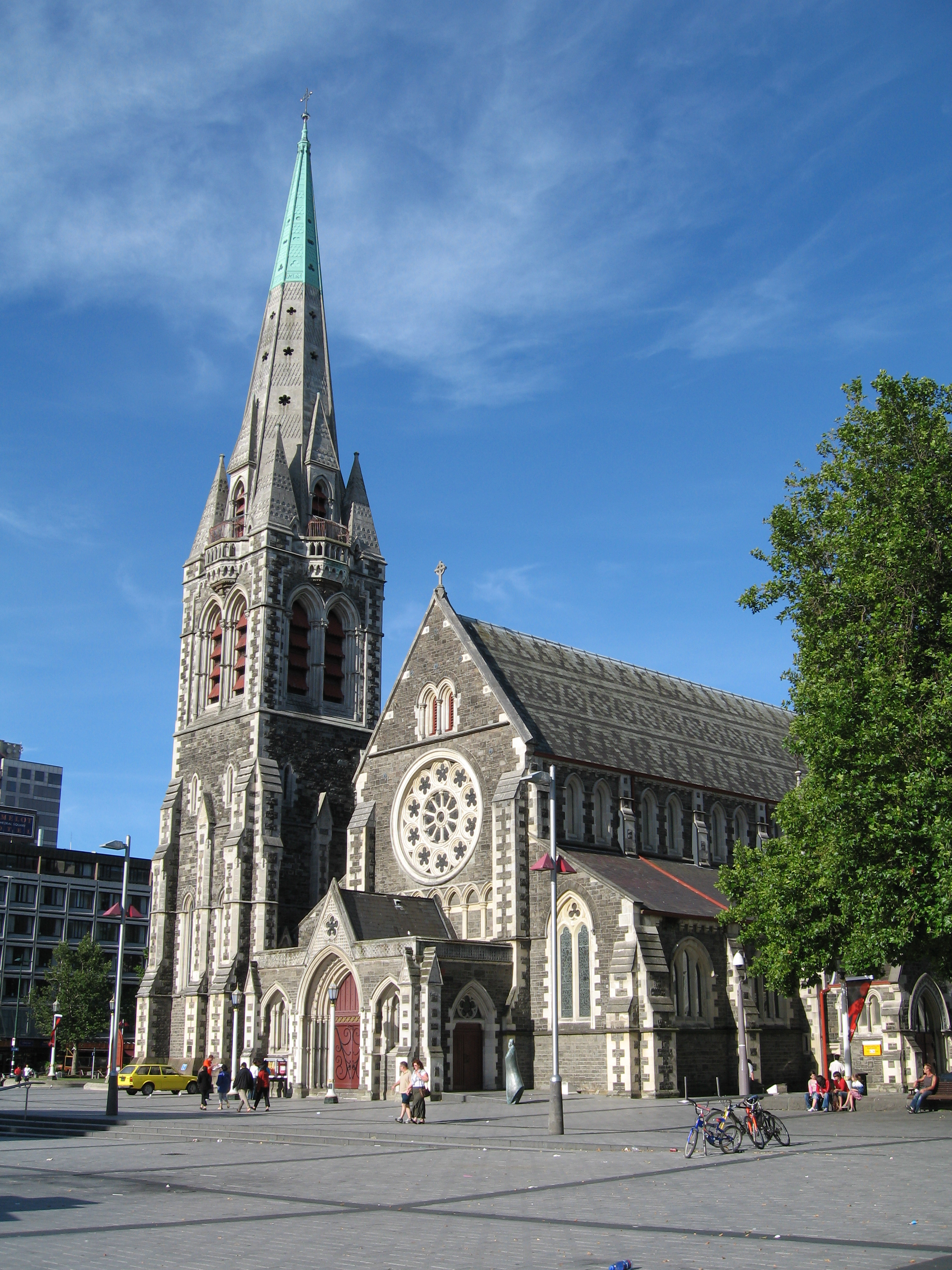
A Catedral na Cathedral Square.

A Christ Church Cathedral é uma catedral anglicana em Christchurch, Nova Zelândia, construída na segunda metade do século XIX. Localiza-se no centro da cidade, rodeada pela Cathedral Square. É a sede da Diocese Anglicana de Christchurch.
Embora a nave e a torre tenham sido consagradas em 1881, o edifício só se completou em 1904.
A catedral foi originalmente desenhada pelo arquitecto britânico Sir George Gilbert Scott com o arquitecto neozelandês Benjamin Mountfort como arquitecto supervisório. Os planos iniciais eram de um edifício de madeira, mas os planos foram mudados aquando da descoberta de pedra de boa qualidade no local. As madeiras matai e totara vindas da península de Banks foram usadas nos suportes do telhado. 

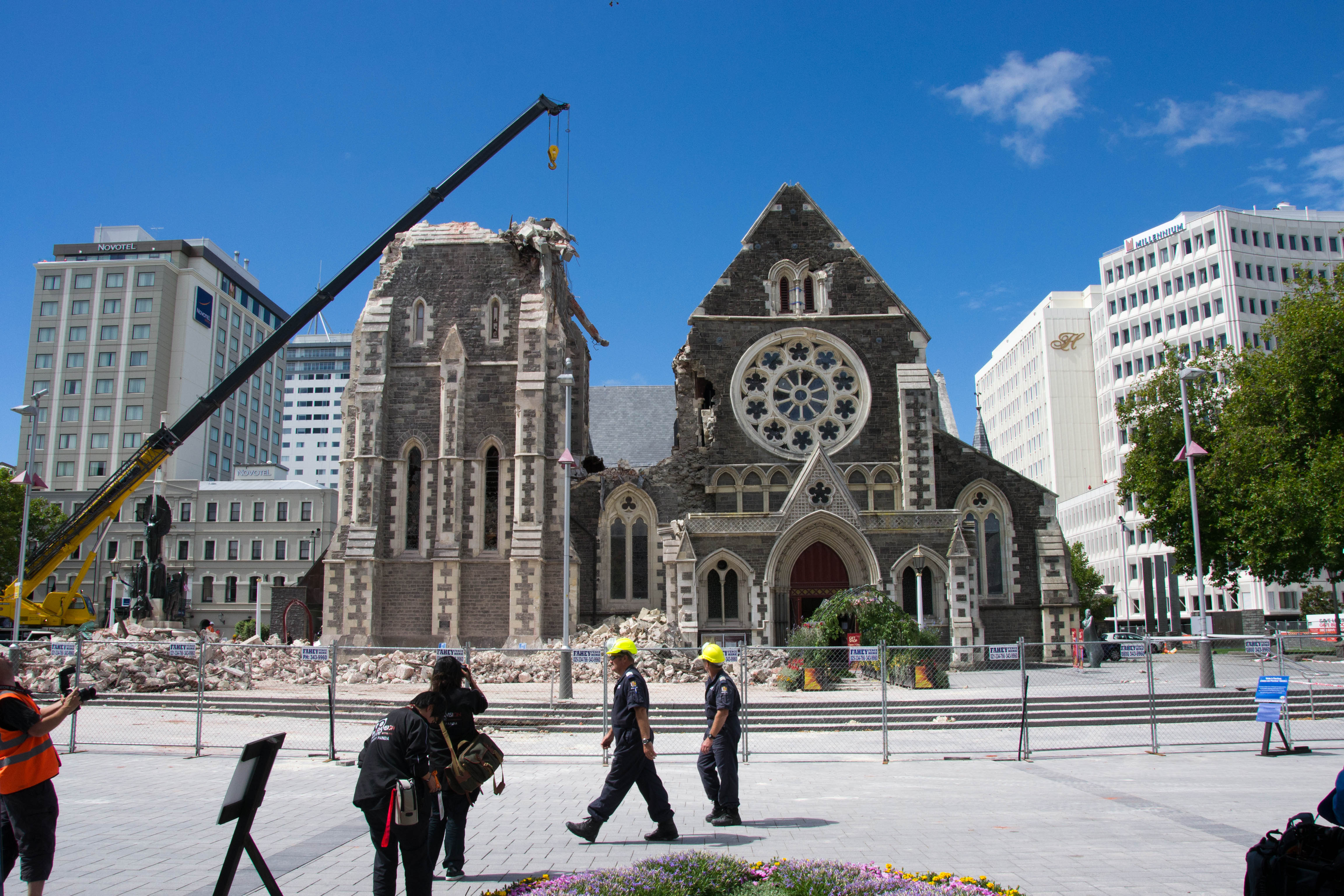
A Catedral após o sismo de 2011

A torre de catedral chegava aos 63 metros de altura. A torre podia ser visitada e proporcionava belas vistas do centro da cidade. A torre foi por três vezes danificada por terramotos a última das quais em 2011 que a deixou completamente destruída.
A catedral sofreu grandes renovações entre 2006 e 2007 incluindo a remoção e reposição das telhas de ardósia.